# Vohančice
Vohančice – gmina w Czechach, w powiecie Brno, w kraju południowomorawskim. 1 stycznia 2014 liczyła 175 mieszkańców.
W gminie znajduje się barokowy pałac.